# 8 Hours of Bahrain 2019

Tor Bahrain International Circuit

8 Hours of Bahrain 2019 (Bapco 8 Hours of Bahrain 2019) – długodystansowy wyścig samochodowy, który odbył się 14 grudnia 2019 roku. Był on czwartą rundą sezonu 2019/2020 serii FIA World Endurance Championship.

## Harmonogram
| Dzień                | Godzina | Sesja                             | Długość  |
| -------------------- | ------- | --------------------------------- | -------- |
| Czwartek, 12 grudnia | 14:00   | Pierwsza sesja treningowa         | 90 minut |
| Czwartek, 12 grudnia | 18:30   | Druga sesja treningowa            | 90 minut |
| Piątek, 13 grudnia   | 11:15   | Trzecia sesja treningowa          | 60 minut |
| Piątek, 13 grudnia   | 16:40   | Kwalifikacje LMGTE Pro i LMGTE Am | 20 minut |
| Piątek, 13 grudnia   | 17:10   | Kwalifikacje LMP1 i LMP2          | 20 minut |
| Sobota, 14 grudnia   | 15:00   | Wyścig                            | 8 godzin |
| Źródło               |         |                                   |          |

## Sesje treningowe
| Klasa          | Zespół                    | Samochód                 | Czas           | Okr.           |
| Sesja pierwsza | Sesja pierwsza            | Sesja pierwsza           | Sesja pierwsza | Sesja pierwsza |
| -------------- | ------------------------- | ------------------------ | -------------- | -------------- |
| LMP1           | #5 Team LNT               | Ginetta G60-LT-P1        | 1:44,791       | 11             |
| LMP2           | #22 United Autosports     | Oreca 07                 | 1:48,273       | 33             |
| LMGTE Pro      | #91 Porsche GT Team       | Porsche 911 RSR-19       | 1:57,388       | 37             |
| LMGTE Am       | #90 TF Sport              | Aston Martin Vantage AMR | 1:58,803       | 36             |
| Sesja druga    |                           |                          |                |                |
| LMP1           | #1 Rebellion Racing       | Rebellion R13            | 1:42,471       | 41             |
| LMP2           | #37 Jackie Chan DC Racing | Oreca 07                 | 1:46,147       | 44             |
| LMGTE Pro      | #97 Aston Martin Racing   | Aston Martin Vantage AMR | 1:55,696       | 35             |
| LMGTE Am       | #56 Team Project 1        | Porsche 911 RSR          | 1:56,510       | 37             |
| Sesja trzecia  |                           |                          |                |                |
| LMP1           | #8 Toyota Gazoo Racing    | Toyota TS050 Hybrid      | 1:44,285       | 28             |
| LMP2           | #22 United Autosports     | Oreca 07                 | 1:45,970       | 26             |
| LMGTE Pro      | #71 AF Corse              | Ferrari 488 GTE Evo      | 1:56,095       | 25             |
| LMGTE Am       | #86 Gulf Racing           | Porsche 911 RSR          | 1:57,221       | 19             |

## Kwalifikacje
Pole position w każdej kategorii oznaczone jest pogrubieniem.
| Poz.   | Klasa     | Zespół                      | Średnia  | Strata  | Poz. s. |
| ------ | --------- | --------------------------- | -------- | ------- | ------- |
| 1      | LMP1      | #1 Rebellion Racing         | 1:42,979 | —       | 1       |
| 2      | LMP1      | #5 Team LNT                 | 1:43,123 | +0,144  | 2       |
| 3      | LMP1      | #8 Toyota Gazoo Racing      | 1:43,497 | +0,518  | 3       |
| 4      | LMP1      | #7 Toyota Gazoo Racing      | 1:43,842 | +0,863  | 4       |
| 5      | LMP1      | #6 Team LNT                 | 1:43,887 | +0,908  | 5       |
| 6      | LMP2      | #22 United Autosports       | 1:45,357 | +2,378  | 6       |
| 7      | LMP2      | #37 Jackie Chan DC Racing   | 1:45,649 | +2,670  | 7       |
| 8      | LMP2      | #26 G-Drive Racing          | 1:45,953 | +2,974  | 8       |
| 9      | LMP2      | #38 JOTA                    | 1:46,415 | +3,436  | 9       |
| 10     | LMP2      | #42 Cool Racing             | 1:47,265 | +4,286  | 10      |
| 11     | LMP2      | #33 High Class Racing       | 1:47,323 | +4,344  | 11      |
| 12     | LMP2      | #36 Signatech Alpine ELF    | 1:47,725 | +4,746  | 12      |
| 13     | LMP2      | #29 Racing Team Nederland   | 1:48,899 | +5,920  | 13      |
| 14     | LMP2      | #47 Cetilar Racing          | 1:49,474 | +6,495  | 14      |
| 15     | LMGTE Pro | #91 Porsche GT Team         | 1:55,485 | +12,506 | 15      |
| 16     | LMGTE Pro | #92 Porsche GT Team         | 1:55,545 | +12,566 | 16      |
| 17     | LMGTE Pro | #51 AF Corse                | 1:56,087 | +13,108 | 17      |
| 18     | LMGTE Pro | #71 AF Corse                | 1:56,318 | +13,339 | 18      |
| 19     | LMGTE Pro | #95 Aston Martin Racing     | 1:56,389 | +13,410 | 19      |
| 20     | LMGTE Am  | #57 Team Project 1          | 1:57,602 | +14,623 | 20      |
| 21     | LMGTE Am  | #88 Dempsey - Proton Racing | 1:57,661 | +14,682 | 21      |
| 22     | LMGTE Am  | #83 AF Corse                | 1:57,690 | +14,711 | 22      |
| 23     | LMGTE Am  | #56 Team Project 1          | 1:57,863 | +14,884 | 23      |
| 24     | LMGTE Am  | #86 Gulf Racing             | 1:57,977 | +14,998 | 24      |
| 25     | LMGTE Am  | #98 Aston Martin Racing     | 1:58,002 | +15,023 | 25      |
| 26     | LMGTE Am  | #90 TF Sport                | 1:58,047 | +15,068 | 26      |
| 27     | LMGTE Am  | #62 Red River Sport         | 1:58,217 | +15,238 | 27      |
| 28     | LMGTE Am  | #70 MR Racing               | 1:58,635 | +15,656 | 28      |
| 29     | LMGTE Am  | #77 Dempsey - Proton Racing | 1:59,959 | +16,980 | 29      |
| 30     | LMGTE Pro | #97 Aston Martin Racing     | 1:56,253 | +13,274 | 30      |
| 31     | LMGTE Am  | #54 AF Corse                | 1:56,903 | +13,924 | 31      |
| Źródła |           |                             |          |         |         |

## Wyścig

### Wyniki
Minimum do bycia sklasyfikowanym (70 procent dystansu pokonanego przez zwycięzców wyścigu) wyniosło 179 okrążeń. Zwycięzcy klas są oznaczeni pogrubieniem.
| Poz.              | Klasa     | Zespół                      | Kierowcy                                                 | Samochód                 | Opony | Okr. | Czas/Strata   |
| ----------------- | --------- | --------------------------- | -------------------------------------------------------- | ------------------------ | ----- | ---- | ------------- |
| 1                 | LMP1      | #7 Toyota Gazoo Racing      | Mike Conway Kamui Kobayashi José María López             | Toyota TS050 Hybrid      | M     | 257  | 8:01:23,599   |
| 2                 | LMP1      | #8 Toyota Gazoo Racing      | Sébastien Buemi Kazuki Nakajima Brendon Hartley          | Toyota TS050 Hybrid      | M     | 256  | +1 okrążenie  |
| 3                 | LMP1      | #1 Rebellion Racing         | Bruno Senna Gustavo Menezes Norman Nato                  | Rebellion R13            | M     | 254  | +3 okrążenia  |
| 4                 | LMP2      | #22 United Autosports       | Philip Hanson Filipe Albuquerque Paul di Resta           | Oreca 07                 | M     | 249  | +8 okrążeń    |
| 5                 | LMP2      | #38 JOTA                    | Roberto González António Félix da Costa Anthony Davidson | Oreca 07                 | G     | 249  | +8 okrążeń    |
| 6                 | LMP2      | #37 Jackie Chan DC Racing   | Ho-Pin Tung Gabriel Aubry Will Stevens                   | Oreca 07                 | G     | 248  | +9 okrążeń    |
| 7                 | LMP2      | #26 G-Drive Racing          | Roman Rusinow Job van Uitert Jean-Eric Vergne            | Aurus 01                 | M     | 248  | +9 okrążeń    |
| 8                 | LMP2      | #36 Signatech Alpine ELF    | Thomas Laurent André Negrão Pierre Ragues                | Alpine A470              | M     | 248  | +9 okrążeń    |
| 9                 | LMP2      | #29 Racing Team Nederland   | Frits van Eerd Giedo van der Garde Nyck de Vries         | Oreca 07                 | M     | 247  | +10 okrążeń   |
| 10                | LMP2      | #42 Cool Racing             | Nicolas Lapierre Antonin Borga Alexandre Coigny          | Oreca 07                 | M     | 245  | +12 okrążeń   |
| 11                | LMP2      | #33 High Class Racing       | Mark Patterson Kenta Yamashita Anders Fjordbach          | Oreca 07                 | G     | 244  | +13 okrążeń   |
| 12                | LMP2      | #47 Cetilar Racing          | Roberto Lacorte Andrea Belicchi Giorgio Sernagiotto      | Dallara P217             | M     | 240  | +17 okrążeń   |
| 13                | LMGTE Pro | #95 Aston Martin Racing     | Marco Sørensen Nicki Thiim                               | Aston Martin Vantage AMR | M     | 235  | +22 okrążenia |
| 14                | LMGTE Pro | #71 AF Corse                | Davide Rigon Miguel Molina                               | Ferrari 488 GTE Evo      | M     | 235  | +22 okrążenia |
| 15                | LMGTE Pro | #97 Aston Martin Racing     | Alex Lynn Maxime Martin                                  | Aston Martin Vantage AMR | M     | 235  | +22 okrążenia |
| 16                | LMGTE Pro | #51 AF Corse                | James Calado Alessandro Pier Guidi                       | Ferrari 488 GTE Evo      | M     | 235  | +22 okrążenia |
| 17                | LMGTE Pro | #91 Porsche GT Team         | Gianmaria Bruni Richard Lietz                            | Porsche 911 RSR-19       | M     | 233  | +24 okrążenia |
| 18                | LMGTE Am  | #57 Team Project 1          | Ben Keating Larry ten Voorde Jeroen Bleekemolen          | Porsche 911 RSR          | M     | 233  | +24 okrążenia |
| 19                | LMGTE Pro | #92 Porsche GT Team         | Michael Christensen Kévin Estre                          | Porsche 911 RSR-19       | M     | 233  | +24 okrążenia |
| 20                | LMGTE Am  | #98 Aston Martin Racing     | Paul Dalla Lana Darren Turner Ross Gunn                  | Aston Martin Vantage AMR | M     | 233  | +24 okrążenia |
| 21                | LMGTE Am  | #86 Gulf Racing             | Michael Wainwright Andrew Watson Benjamin Barker         | Porsche 911 RSR          | M     | 233  | +24 okrążenia |
| 22                | LMGTE Am  | #83 AF Corse                | François Perrodo Emmanuel Collard Nicklas Nielsen        | Ferrari 488 GTE Evo      | M     | 232  | +25 okrążeń   |
| 23                | LMGTE Am  | #54 AF Corse                | Thomas Flohr Francesco Castellacci Giancarlo Fisichella  | Ferrari 488 GTE Evo      | M     | 232  | +25 okrążeń   |
| 24                | LMGTE Am  | #77 Dempsey - Proton Racing | Christian Ried Riccardo Pera Matt Campbell               | Porsche 911 RSR          | M     | 231  | +26 okrążeń   |
| 25                | LMGTE Am  | #70 MR Racing               | Motoaki Ishikawa Olivier Beretta Kei Cozzolino           | Ferrari 488 GTE Evo      | M     | 230  | +27 okrążenia |
| 26                | LMGTE Am  | #62 Red River Sport         | Bonamy Grimes Johnny Mowlem Charles Hollings             | Ferrari 488 GTE Evo      | M     | 229  | +28 okrążeń   |
| 27                | LMGTE Am  | #56 Team Project 1          | Egidio Perfetti David Heinemeier Hansson Matteo Cairoli  | Porsche 911 RSR          | M     | 214  | +43 okrążenia |
| Niesklasyfikowani |           |                             |                                                          |                          |       |      |               |
|                   | LMP1      | #6 Team LNT                 | Michael Simpson Christopher Dyson Guy Smith              | Ginetta G60-LT-P1        | M     | 195  |               |
|                   | LMGTE Am  | #90 TF Sport                | Salih Yoluç Charles Eastwood Jonathan Adam               | Aston Martin Vantage AMR | M     | 178  |               |
|                   | LMP1      | #5 Team LNT                 | Charlie Robertson Ben Hanley Jordan King                 | Ginetta G60-LT-P1        | M     | 143  |               |
|                   | LMGTE Am  | #88 Dempsey - Proton Racing | Chalid al-Kubajsi Adrien de Leener Thomas Preining       | Porsche 911 RSR          | M     | 109  |               |

### Statystyki

#### Najszybsze okrążenie
| Klasa     | Kierowca      | Zespół                  | Czas     | Okr. |
| --------- | ------------- | ----------------------- | -------- | ---- |
| LMP1      | Jordan King   | #5 Team LNT             | 1:45,240 | 52   |
| LMP2      | Paul di Resta | #22 United Autosports   | 1:48,579 | 6    |
| LMGTE Pro | Miguel Molina | #71 AF Corse            | 1:56,942 | 63   |
| LMGTE Am  | Ross Gunn     | #98 Aston Martin Racing | 1:57,242 | 158  |
| Źródło    |               |                         |          |      |